# Polygonum franchetii
Polygonum franchetii là một loài thực vật có hoa trong họ Rau răm. Loài này được Vorosch. miêu tả khoa học đầu tiên.